# Marek Ulrich
Marek Ulrich (* 12. Januar 1997 in Dessau) ist ein deutscher Schwimmsportler. Er ist sechsmaliger Deutscher Meister über 50 und 100 Meter Rücken. 2015 stellte er bei den Kurzbahneuropameisterschaften in Israel einen neuen Junioren Weltrekord über die 50 Meter Rücken auf. Nachdem Marek Ulrich seine Karriere Anfang 2018 für zwei Jahre beendet hatte, qualifizierte er sich trotzdem für die Olympischen Spiele 2020 in Tokio. Er wird seit 2014 von Frank Embacher betreut und trainiert in Leipzig.

## Werdegang
Ulrich ist seit 2004 im Schwimmen aktiv, lebte seit 2008 in Halle (Saale) und trainiert dort bei Frank Embacher und Marian Bobe am Olympiastützpunkt Sachsen-Anhalt. Anfang Februar 2018 beendete Marek Ulrich seine Schwimmkarriere. Ende September 2019 gab Marek Ulrich sein Comeback bei der SSG Leipzig bekannt und trainiert nun wieder bei seinem ehemaligen Trainer Frank Embacher. Seit September 2021 ist er in der Sportfördergruppe der Bundeswehr. Derzeit lebt er in Leipzig.

## Erfolge

### Olympische Spiele
2013: Europäisches Olympisches Jugendfestival, Utrecht:
- Gold über 50 m Freistil
- Silber mit der 4 × 100-m-Freistilstaffel
- Silber mit der 4 × 100-m-Lagenstaffel (Mixed)
- Bronze mit der 4 × 100-m-Freistilstaffel (Mixed)

2014: Olympische Jugendspiele, Nanjing (China):
- Silber mit der 4 × 100-m-Lagenstaffel
- Bronze mit der 4 × 100-m-Freistilstaffel
- 7. Platz über 100 m Rücken
- 10. Platz über 50 m Rücken

2021: Olympische Spiele, Tokio (Japan)
- 13. Platz über 100 m Rücken
- 10. Platz über 4 × 100-m-Lagen-Mixedstaffel
- 11. Platz über 4 × 100-m-Lagenstaffel

2024: Olympische Spiele, Paris
- 29. Platz über 100 m Rücken

### Weltmeisterschaften
2013: Juniorenweltmeisterschaften, Dubai:
- 10. Platz mit der 4 × 100-m-Freistil

2017: Weltmeisterschaften Budapest (Ungarn)
- 13. Platz mit der 4 × 100-m-Lagenstaffel
- 20. Platz über 50 m Rücken
- 22. Platz über 100 m Rücken

2022: Kurzbahn-WM Melbourne (Australien)
- 6. Platz mit der 4 × 50-m-Lagenstaffel
- 8. Platz über 50 m Rücken
- 16. Platz über 100 m Rücken2024: Militär Weltmeisterschaften Warendorf
- Bronze mit der 4 × 100-m-Lagenstaffel
- Bronze über 50 m Rücken

### Europameisterschaften
2014: Jugendeuropameisterschaften, Dordrecht (Niederlande):
- Silber mit der 4 × 100-m-Freistilstaffel
- Silber mit der 4 × 100-m-Freistilstaffel (Mixed)
- Bronze mit der 4 × 100-m-Lagenstaffel
- 4. Platz über 50 m Rücken
- 10. Platz über 100 m Rücken

2015: Europaspiele 2015 (1st European Games) Baku (Aserbaidschan):
- Silber über 50 m Rücken
- Bronze über 100 m Rücken

2015: Kurzbahn-EM 2015 Netanya (Israel)
- 4. Platz mit der 4 × 50-m-Lagenstaffel
- 10. Platz über 50 m Rücken
- 11. Platz über 100 m Rücken
- 21. Platz über 200 m Rücken

2017: Kurzbahn-EM 2017 Kopenhagen (Dänemark)
- 11. Platz über 50 m Rücken
- 20. Platz über 100 m Rücken
- 22. Platz über 200 m Rücken

2021: EM 2021 Budapest (Ungarn)
- 9. Platz über 50 m Rücken
- 21. Platz über 100 m Rücken

### Deutsche Meisterschaften
2013: Deutsche Meisterschaften, Berlin:
- Bronze über 50 m Rücken

2015: Deutsche Kurzbahnmeisterschaften, Wuppertal
- Silber über 50 m Rücken
- Silber über 100 m Rücken

2016: Deutsche Kurzbahnmeisterschaften, Berlin:
- Gold über 50 m Rücken
- Silber über 100 m Rücken
- Silber über 200 m Rücken

2016: Deutsche Meisterschaften, Berlin:
- Bronze über 50 m Rücken

2017: Deutsche Meisterschaften, Berlin:
- Gold über 50 m Rücken
- Gold über 100 m Rücken
- Bronze über 200 m Rücken

2022: Deutsche Kurzbahnmeisterschaften, Wuppertal
- Gold über 50 m Rücken
- Gold über 100 m Rücken

2023: Deutsche Meisterschaften, Berlin
- Silber über 50 m Rücken
- Silber über 100 m Rücken
- Silber über 4 × 100 m Freistil
- Silber über 4 × 100 m Lagenstaffel Mixed

2023: Deutsche Kurzbahnmeisterschaften, Wuppertal
- Gold über 50 m Rücken
- Silber über 100 m Rücken 2024: Deutsche Meisterschaften, Berlin
- Silber über 50 m Rücken
- Silber über 100 m Rücken

Bei den Deutschen Jahrgangsmeisterschaften gewann Ulrich 24-mal die Goldmedaille.

## Auszeichnungen
2017: Sportler des Jahres (Halle/Saale)
- 6. Platz

2021: Sportler des Jahres (Leipzig)
- 9. Platz

2022: Sportler des Jahres (Leipzig)
- 8. Platz

## Rekorde
Marek Ulrich stellte 2015 bei der Kurzbahn-EM in Israel einen neuen Juniorenweltrekord über die 50 Meter Rücken auf, hat mehrere deutsche Jahrgangsrekorde sowohl auf der Langbahn als auch auf der Kurzbahn aufgestellt und hat mehrere Landesrekorde sowohl auf der Langbahn als auch auf der Kurzbahn aufgestellt.